# Wie wordt de man van Wendy?
Wie wordt de man van Wendy? is een televisieprogramma dat tussen 17 september en 30 november 2006 werd uitgezonden op VTM, waarin Wendy Van Wanten op zoek ging naar een partner. Op 11 april 2006 deed zij een eerste oproep op televisie, samen met de presentator van het programma, Dina Tersago.
Er reageerden zo'n honderden mannen op de oproep. Daarvan hebben zestig mannen met de drie adviseurs van Van Wanten gesproken. Deze adviseurs waren door haarzelf aangesteld en kenden haar door en door. Het waren zoon Dylan Vanholme, jeugdvriend Johan Cansse en toeverlaat Niske. Zij stonden Van Wanten ook de rest van het traject bij. Na de selectie bleven twintig mannen over. Van Wanten en haar adviseurs herleidden deze groep tot twaalf kandidaten.
De twaalf beste kandidaten uit de preselectie namen hun intrek in een villa, waar ze in de gaten werden gehouden door Van Wanten en haar adviseurs. De mannen moesten zich bewijzen op het gebied van humor, romantiek en strijdvaardigheid. Aan het einde van elke aflevering werd één man naar huis gestuurd; uiteindelijk bleven er twee finalisten over. Hieruit koos Van Wanten haar favoriet. Dit werd Frans Vancoppenolle.
Het programma was zeer succesvol. De finale werd bekeken door meer dan een miljoen kijkers. Van Wanten en Vancoppenolle werden verder gevolgd in de docusoap Wendy & Verwanten. Dit werd uitgezonden in najaar 2006 op VTM. Het programma zelf kreeg een vervolg met Wie wordt de man van Phaedra? in 2008 en Wie kiest Pieter? in 2011. Ook in Nederland werd een eigen versie gemaakt. RTL 4 zond er Wie wordt de man van Froukje? in 2007 en Wie kiest Tatjana? in 2011 uit.